# Quartieri di Reggio Calabria
I quartieri di Reggio Calabria costituiscono i settori che, all'interno della città, si individuano per particolari caratteristiche geografiche e topografiche, storiche e funzionali.

## Quartieri in ordine alfabetico
| Quartiere          | Rioni | Circ. |
| ------------------ | --- | ----- |
| Archi              | - Gullina - CEP - Carmine - Pentimele | X     |
| Cannavò            | - Pavigliana - Vinco | XII   |
| Cataforio          | | XII   |
| Catona             | - Arghillà - Catona | VIII  |
| Centro storico     | - Duomo - Castello - Museo - Sant'Anna | I     |
| Condera            | | IV    |
| Eremo              | | II    |
| Gallico            | - Gallico Marina - Gallico Superiore | IX    |
| Gallina            | - Gallina - Arangea - Armo - Puzzi - Pirgo - Lutrà - Aretina | XIV   |
| Gebbione           | - Zona Industriale - Viale Calabria Sud - Aldo Moro | V     |
| Modena             | - Rione Modena - Ciccarello - Modena Boschicello - Laboccetta | VII   |
| Mosorrofa          | | XII   |
| Ortì               | - Straorino - Arasì - Cerasi - Schindilifà | XI    |
| Pineta Zerbi       | | II    |
| Pellaro            | - Mortara - San Leo - Occhio - Macellari - San Giovanni - Pellaro - Bocale I - Bocale II | XV    |
| Podàrgoni          | | XI    |
| Ravagnese          | - Aeroporto - San Gregorio - Croce Valanidi - Bovetto - Oliveto - Rosario Valanidi - Trunca - Santa Venere | XIII  |
| Rione Ferrovieri   | - Rione Ferrovieri - Rione Pescatori | V     |
| Rosalì             | | VIII  |
| Salìce             | | VIII  |
| Sambatello         | | IX    |
| San Brunello       | | III   |
| San Giorgio        | - Rione S. Giorgio Extra - Pio XI Nord - Gullì - Europa Ovest - Boschicello | VII   |
| San Sperato        | | VII   |
| Santa Caterina     | - Porto - Santa Caterina - Puzzi di Santa Caterina | III   |
| Sbarre             | - Marconi - Petrillina - Ceci - Ferrovieri - Caridi - Loreto - Itria - San Francesco d'Assisi - Borgata Giardini - Pio XI Sud - Sbarre centrali - Sbarre Inferiori - Sbarre Superiori - Sacro Cuore - Botteghelle - Viale Calabria Nord - Europa Est - Graziella - S. Pietro | VI    |
| Spirito Santo      | | IV    |
| Stadio             | | V     |
| Terreti            | •Trizzino •Nasiti •Santa Domenica di Terreti •Tombarello | XI    |
| Trabocchetto       | | IV    |
| Tremulini          | | II    |
| Villa San Giuseppe | | VIII  |
| Vito               | - Vito Inferiore - Vito Superiore | III   |

## Circoscrizioni in ordine numerico
| N.   | Denominazione                               | Territorio | Quartieri e rioni |
| ---- | ------------------------------------------- | --- | --- |
| I    | Centro storico                              | Comprende il territorio che, partendo dal lato mare è limitato dal seguente perimetro: sottopassaggio Lido, via Maldonato, via Domenico Romeo, via Treviso (trasversale), piazza San Marco, via Reggio Campi I tratto fino alla divaricazione con via Pasquale Andiloro, Torrente Mili fino al Calopinace (limite sud). | - Centro storico - Sant'Anna - San Paolo - Giudecca |
| II   | Pineta Zerbi - Tremulini - Eremo            | Comprende il territorio limitato a nord dal Torrente Annunziata, ad ovest dal mare, a sud da una linea che dal sottopassaggio FS del Lido segue per via Maldonato, via Domenico Romeo, via Melacrino, via Santa Lucia (Campi Francesi) con ricongiungimento ideale con l'Eremo, ad est con una linea che passando a monte di Eremo Botte raggiunge il Torrente Annunziata a monte di Vito (confine con la terza circoscrizione).                    | - Pineta Zerbi - Tremulini - Eremo |
| III  | Santa Caterina - San Brunello – Vito        | Comprende le zone di Cava Leone, Pentimele, Monte Vergine, Porto, Casalotto, San Brunello, Lia, Santa Caterina, Vito Inferiore, Vito Superiore, Sant'Antonino, Sant'Angelo Raffaele (Limbone), a sud limita con il Torrente Annunziata. | - Cava Leone - Pentimele - Monte Vergine - Porto - Casalotto - San Brunello - Lia - Santa Caterina - Vito Inferiore - Vito Superiore - Sant'Antonino - Sant'Angelo Raffaele (Limbone) |
| IV   | Trabocchetto - Condera - Spirito Santo      | Comprende il territorio limitante a nord con i confini delle Circoscrizioni I, II, III, ed a sud da mare a monte con il torrente Calopinace fino al torrente Prumo, i confini seguono lo stesso e raggiungono con una linea ideale i limiti della Circoscrizione III. Vi fanno parte le zone di Cappuccinelli, Sant' Antonio, Trabocchetto, Rotonda, Spirito Santo, S. Cristoforo, Reggio Campi II tratto, Condera e Pietrastorta.                  | - Cappuccinelli - Sant'Antonio - Trabocchetto - Rotonda - Spirito Santo - San Cristoforo - Reggio Campi II tratto - Condera - Pietrastorta                                            |
| V    | Ferrovieri - Stadio - Gebbione              | Comprende il territorio limitato a nord dal torrente Calopinace, ad ovest dal mare, a sud dal torrente Sant'Agata, ad est dal viale Calabria e prolungamento ideale dello stesso fino al Sant'Agata. | - Rione Ferrovieri - Rione Pescatori - Rione Gebbione - Viale Aldo Moro - Via Sbarre Inferiori - Stadio - Zona industriale di Via Padova                                              |
| VI   | Sbarre                                      | Comprende il territorio limitato a nord dal torrente Calopinace, ad ovest dal viale Calabria, a sud dal torrente Sant'Agata e ad est dalla strada Ponte Sant'Anna-Itria passando poi a monte del rione Petrillina e delle case INCIS di vico Ferruccio fino al raggiungimento del torrente Sant'Agata e il viale Europa dall'inizio del Ponte di Sant'Anna fino agli alloggi E.R.P che affacciano sia sul viale Europa che su Via Sbarre Superiori. | - Sbarre - Marconi - Petrillina - Ceci - Ferrovieri - Caridi - Loreto - Itria - S. Francesco - Contrada Giardini                                                                      |
| VII  | San Giorgio - Modena - San Sperato          | Comprende il territorio limitato a nord dal torrente Calopinace, ad ovest dal confine est della VI Circoscrizione, a sud dal torrente Sant'Agata e ad est da una linea ideale che congiunge il Sant'Agata ed il Calopinace nel punto più stretto a monte del rione San Sperato. | - San Giorgio - Modena - Ciccarello - San Sperato |
| VIII | Catona - Salice - Rosalì - Villa S.Giuseppe | È costituita dal territorio comprensoriale delle quattro delegazioni municipali. | - Catona - Arghillà - Salìce - Rosalì - Villa San Giuseppe |
| IX   | Gallico - Sambatello                        | È costituita dal territorio comprensoriale delle due delegazioni municipali. | - Gallico marina - Gallico superiore - Sambatello |
| X    | Archi                                       | È costituita dal territorio della delegazione municipale. | - Archi - CEP - Carmine - Pentimele |
| XI   | Ortì - Podargoni - Terreti                  | È costituita dal territorio comprensoriale delle tre delegazioni municipali. | - Ortì - Podàrgoni - Terreti - Trizzino - Straorino - Arasì - Cerasi - Schindilifà |
| XII  | Cannavò - Mosorrofa - Cataforio             | È costituita dal territorio delle tre delegazioni municipali. | - Cannavò - Pavigliana - Vinco - Mosorrofa - Cataforio |
| XIII | Ravagnese                                   | È costituita dal territorio della delegazione municipale. | - Ravagnese - Aeroporto - San Gregorio - Croce Valanidi - Oliveto - Rosario Valanidi - Trunca - Santa Venere                                                                          |
| XIV  | Gallina                                     | È costituita dal territorio della delegazione municipale. | - Gallina - Arangea - Armo - Puzzi - Pirgo - Lutrà - Aretina |
| XV   | Pellaro                                     | È costituita dalla delegazione municipale | - Pellaro - Mortara - San Leo - Occhio - Macellari - San Giovanni - Bocale I - Bocale II                                                                                              |